# Harry E. Goldsworthy

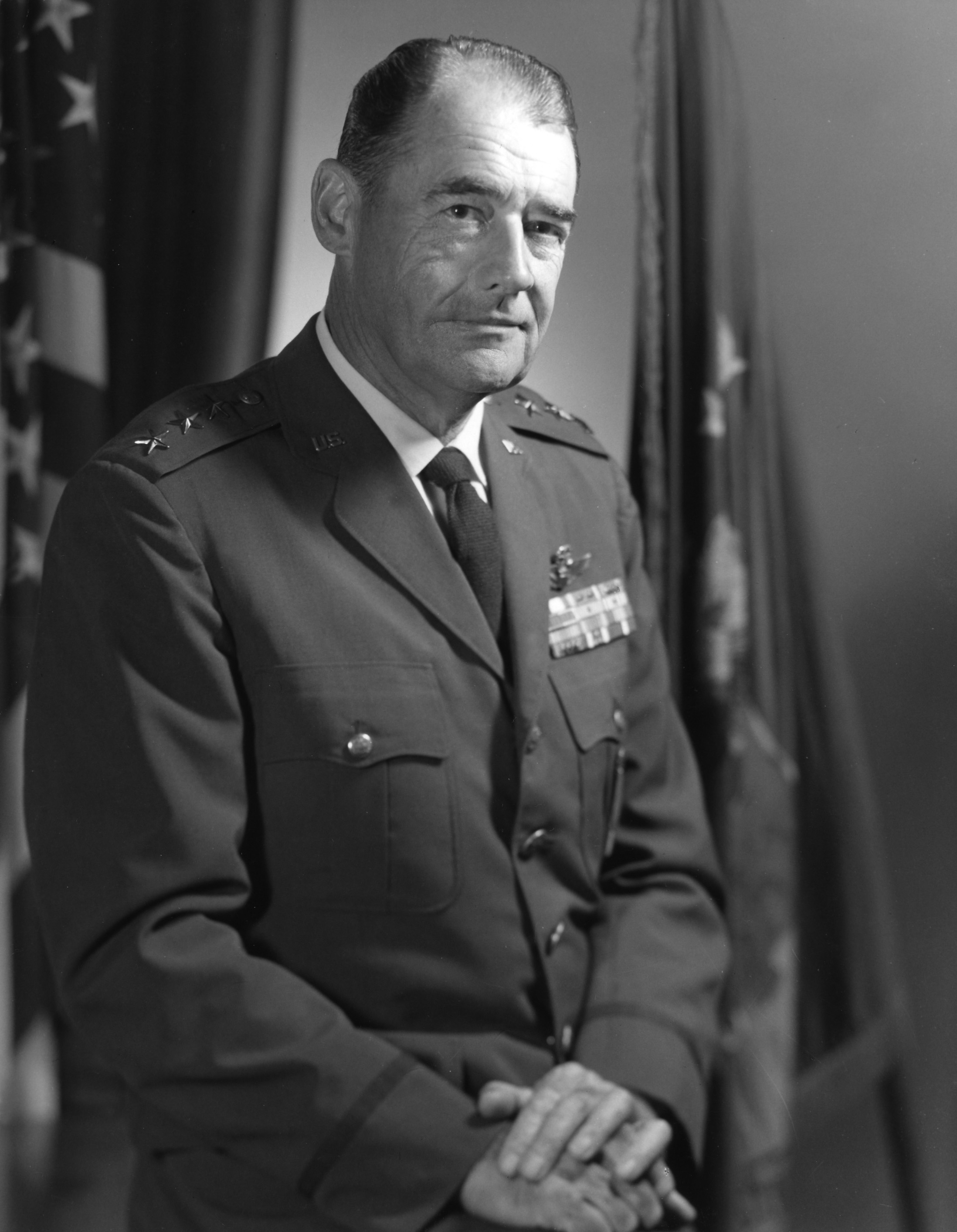
Harry E. Goldsworthy (1972)

Harry Edgar Goldsworthy (* 3. April 1914 in Spokane, Washington; † 16. Februar 2022 in Riverside) war ein US-amerikanischer Generalleutnant. Als Deputy Chief of Staff for Systems and Logistics war er seit 1969 für die Logistik innerhalb der United States Air Force zuständig. Seine aktive Zeit im Militär währte von 1940 bis 1973. Goldsworthy wurde für seine Verdienste mehrfach ausgezeichnet.

## Leben
Harry E. Goldsworthy wuchs auf einer Farm im Whitman County auf, absolvierte 1931 seinen Schulabschluss an der Rosalia High School und 1936 sein Studium am Washington State College mit einem Bachelor of Arts. 1939 wurde er für das Flugtraining des Army Air Corps angenommen und begann seine militärische Laufbahn schließlich nach Abschluss der Flugschule 1940 in der neugegründeten 25th Bombardment Group auf der Langley Air Force Base. Ende 1940 wurde die Flugstaffel nach Puerto Rico verlegt.
Zu Beginn des Zweiten Weltkriegs nahm Goldsworthy an Patrouillenflügen zur U-Boot-Abwehr vor Puerto Rico und Trinidad teil. 1943 wurde er in eine Trainingseinheit in Columbia verlegt, ehe er ab Juli 1945 als Teil der 42d Bombardment Group auf den Philippinen wieder an aktiven Kampfeinsätzen teilnahm.
Nach seiner Rückkehr in die Vereinigten Staaten 1946 wurde Goldsworthy einer Staffel von Flugzeugen des Typs Boeing B-29 auf der Davis-Monthan Air Force Base zugeteilt. Die B-29 hatte er zuvor bereits zu Kriegszeiten geflogen. Ab Dezember 1948 war er Commander der 1lth Bombardment Group auf der Carswell Air Force Base in Fort Worth. Als Teil der neugeformten Weapons Systems Evaluation Group zur Operations Research zum Einsatz von Waffensystemen wechselte Goldsworthy im Juli 1949 nach Washington, wo er bis 1952 verblieb.
Nach einem Jahr Tätigkeit am United States Army War College war er von 1953 bis 1956 als Chief of Staff (Stabschef) auf der Eglin Air Force Base stationiert, ehe er zuerst als Inspector General und später ebenfalls als Chief of Staff bis 1958 der Seventeenth Expeditionary Air Force in Marokko und Libyen angehörte. Für diesen Einsatz wurde er mit dem Legion of Merit ausgezeichnet.
Ab 1959 gehörte Goldsworthy dem Strategic Air Command an und wurde als Vizekommandant auf die Malmstrom Air Force Base verlegt. 1963 kehrte er nach Washington zurück, wo er verschiedene Posten im Hauptquartier der United States Air Force innehatte. Nach zwei Jahren als Kommandant des Aeronautical Systems Center auf der Wright-Patterson Air Force Base von Juni 1967 bis August 1969 wurde Goldsworthy zum Deputy Chief of Staff for Systems and Logistics in Washington ernannt und war somit für alle logistischen Belange der United States Air Force zuständig. 1973 trat er in den Ruhestand.
Neben dem Legion of Merit wurde Goldsworthy unter anderem mit der Air Force Distinguished Service Medal und der Air Medal mit Eichenlaub ausgezeichnet. 2013 wurde eine ausgemusterte B-52 des Museums der March Air Reserve Base nach Goldsworthy benannt. Er lebte seit 1990 in Riverside. Seine Frau Edith Lyons Goldsworthy starb 2010 nach 73-jähriger Ehe, sein jüngerer Bruder Robert F. Goldsworthy (1917–2014) war Politiker im Repräsentantenhaus von Washington. Im April 2014 feierte Harry E. Goldsworthy seinen hundertsten Geburtstag und starb mit 107 Jahren im Februar 2022.